# Santa María del Campo
Santa María del Campo község Spanyolországban, Burgos tartományban. Santa María del Campo Belbimbre, Barrio de Muñó, Palazuelos de Muñó, Ciadoncha, Mahamud, Villahoz, Torrepadre, Peral de Arlanza, Palenzuela, Valles de Palenzuela és Villaverde-Mogina községekkel határos. Lakosainak száma 523 fő (2024).

## Népesség
A település népessége az utóbbi években az alábbiak szerint változott:
| Lakosok száma | 732  | 693  | 683  | 700  | 629  | 618  | 584  | 527  | 518  | 523  |
|               | 2001 | 2004 | 2006 | 2009 | 2011 | 2014 | 2016 | 2019 | 2021 | 2024 |